# 阿夫兰库尔
阿夫兰库尔（法語：Havrincourt，法語發音：[avʁɛ̃kuʁ]）是法国上法蘭西大區加来海峡省的一个市镇，属于阿拉斯区。

## 地理
阿夫兰库尔（50°6'40"N, 3°5'10"E）面积16.61 平方千米，位于法国上法蘭西大區加来海峡省，该省份为法国北部沿海省份，西北濒北海，南至索姆省，东临北部省。
与阿夫兰库尔接壤的市镇（或旧市镇、城区）包括：格兰库尔莱阿夫兰库尔、梅斯昂库蒂尔、讷维尔布尔容瓦勒、吕约尔库尔、特雷斯科尔、布尔西、弗莱基耶尔、里贝库尔拉图尔、埃尔米。

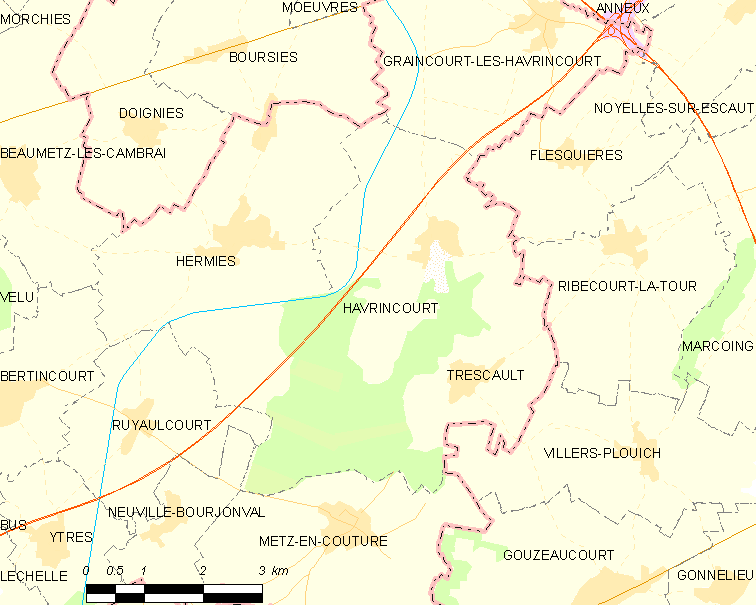
阿夫兰库尔的OSM定位图

阿夫兰库尔的时区为UTC+01:00、UTC+02:00（夏令时）。

## 行政
阿夫兰库尔的邮政编码为62147，INSEE市镇编码为62421。

## 政治
阿夫兰库尔所属的省级选区为巴波姆县。

## 人口

1962-2008年间阿夫兰库尔人口变化图示

阿夫兰库尔于2022年1月1日时的人口数量为357人。